# Ioánnis Malokínis
Ioánnis Malokínis (en grec moderne : Ιωάννης Μαλοκίνης), né en 1880 au Pirée et mort en 1942, est un marin et nageur grec.
Il remporte une médaille d'or olympique dans l'épreuve de 100 m nage libre pour marins aux Jeux olympiques d'été de 1896 à Athènes.